# Josep Barés i Soler
Josep Barés i Soler va néixer a Manresa el 24 de setembre de 1945. És pintor, escultor, gravador, fotògraf i dissenyador gràfic i industrial.
És llicenciat en Belles Arts per la Universitat de Barcelona i diplomat a l'Escola Internacional de Pintura Mural de Sant Cugat.

## Trajectòria professional
Va exercir com a professor a l'Escola Flama, a l'Escola d'Arts i Oficis, i a l'Escola de magisteri de Manresa. També va treballar com dissenyador industrial en diverses empreses privades i com a dissenyador gràfic en algunes impremtes. Formà part del Patronat del Museu Comarcal de Manresa i en fou conservador de la secció d'Art Contemporani. A més, s'ha dedicat a la divulgació oferint conferències i cursets en escoles i entitats dedicades a les arts visuals i a la imatge. Cursets de reciclatge per a mestres a les escoles d'estiu de l'UAB. Participà en la trobada de Fotògrafs Amateurs de Catalunya amb la ponència "l'Ensenyament del mitjà" i en els actes de "Fotografia a l'abast" de http://www.fotoartmanresa.com/ Arxivat 2018-08-31 a Wayback Machine.. Ha estat coordinador i professor del Taller d'Imatge.
La seva implicació en l'activitat cultural i artística de Manresa l'ha portat a endegar i participar en diversos projectes. És membre fundador de Quaderns de Taller, una publicació sobre diverses disciplines artístiques. Durant vuit anys va dissenyar la revista literària Faig. També ha il·lustrat portades de llibres: Història de Manresa: dels orígens al segle XI d'Albert Benet; La dinàmica d'un poble de J. Camprubí, i diverses partitures de Manel Camp. Ha fet diversos cartells per diferents exposicions i ha participat en diverses publicacions. És autor del llibre Essència del temps, i ha il·lustrat La Seu se'n va a córrer món de Lluís Calderer i Herbari i lepidopterologia de Josep Junyent.Dissenyà la medalla del 15è aniversari de l'escola "Flama", el "Premi Bages" de cultura i el de "Normalització Lingüística" convocats anualment. El trofeu "Dau" per a la biennal de fotografia de Foto Art Manresa.
El seu interès per l'astronomia l'ha portat a col·laborar durant molts anys en l'apartat d'heliofísica de l'Agrupació Astronòmica de Sabadell.

## Obra

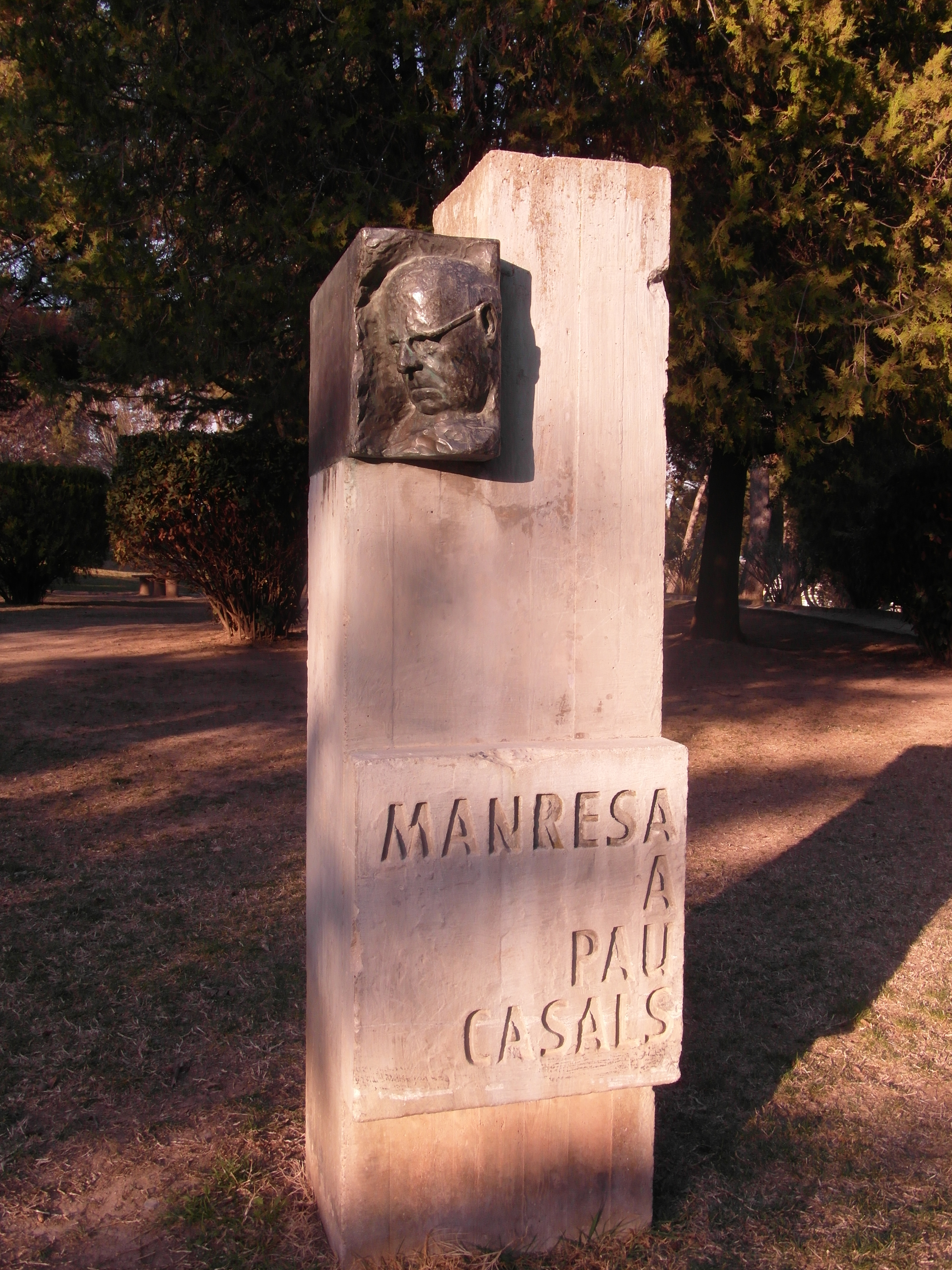
Escultura a Pau Casals de Josep Barés i Soler (Manresa)

En la seva obra no hi ha res a l'atzar, tot el què hi ha té el seu sentit i és necessari per arribar a entendre el significat o missatge que vol transmetre. Demostra un coneixement de totes les tendències artístiques, que queden plasmades en les seves obres i les utilitza sempre que li serveixen per expressar allò que li interessa, però la seva obra no es pot encasellar en cap –isme, ni moviment. Experimenta en els límits intel·lectuals de l'art i en el món de la contraposició d'idees. L'especulació és molt important en les seves obres, però mai no es perd la importància de l'obra per ella mateixa, l'obra no es desmaterialitza. És precisament en la concreció de l'obra, en la transformació de la matèria on arriba a la conceptualització. La seva obra posa en valor la geometria, les proporcions i la composició, ja que són el nucli del llenguatge visual i la base de qualsevol imatge. Però la lectura de les seves obres no és literal. Ell porta els elements visuals al límit per buscar-hi noves connotacions, nous sentits que s'entenen des d'una retòrica de la sobrietat. Així, les seves figures impossibles esdevenen eines de recerca de les contradiccions i, quan les barreja amb la natura, esdevenen la fusió dels seus dos universos: la natura i el món mental.
La pintura de Barés té una influència dels clàssics, dels seguidors de la tradició pictòrica que comença amb els grans pintors de la pintura barroca i arriba fins al món dels impressionistes, d'aquella pintura que té el repte tècnic de representar, de transmetre la sensació de la llum a través de la pintura i de buscar els matisos de les transparències. Les seves pintures mostren unes grans pinzellades, la pintura feta a gest i  la proximitat amb l'abstracció. Destaquen en pintura, els retrats realitzats per a la Galeria de Manresans Il·lustres de l'Ajuntament de Manresa: Leonci Soler i March (1988), Oleguer Miró i Borràs (1999), Amat-Piniella (2004) i Ignasi Oms i Ponsa (2011).
Com a escultor, treballa en bronze, marbre i alabastre, principalment el rostre humà, en clara representació imitativa. Amb les seves escultures s'acosta al Llimona noucentista.
Algunes de les seves escultures es poden trobar a l'espai públic de Manresa com el monument a Pau Casals (1976) el monument al Gos del parc de l'Agulla, l'Adolescència (1990), el monument al pintor Alfred Figueras (1999) a Sant Fruitós de Bages, el Rellotge de Sol, creat per commemorar el centenari del Centre Excursionista de la comarca de Bages (2005), Ala de Mercuri, monument de gran format a les empreses del Bages, amb motiu del centenari de la Cambra de Comerç i Indústria de Manresa.

## Exposicions
Des dels anys seixanta ha participat en moltes exposicions, tan individuals com col·lectives, en diverses galeries i sales d'exposicions de Manresa, Sitges, Monistrol de Montserrat, Sant Vicenç de Castellet, Vic, Granollers, Reus, El Vendrell, Terrassa, Barcelona, Valladolid, Sant Sebastià, Madrid, Narbona, Cotlliure, Stölberg, Frankfurt i Mallorca.

## Premis
La seva obra va ser seleccionada als premis Aquarel·la de Valladolid i Fotografia de Jaén. També va ser seleccionada dues vegades en el 31è i 38è concurs internacional de dibuix de la Fundació Inglada-Guillot de Barcelona. Tot i no haver-se presentat a gaires concursos, les seves obres han estat guardonades amb diversos premis, dels quals destaquen:
1972: 1r Premi Biennal Nacional de Pintura de Manresa
1976: 1r premi de cartells, Concurs de pintura de Manresa
1979: 1r premi d'escultura, 50è Concurs d'Artistes de Manresa
1981: 2n premi Concurs de curtmetratges didàctics de la Generalitat de Catalunya amb El planeta de la llum, juntament amb Andreu Alonso i Fermí Bataller.
1993: Accèsit de pintura al X Premi Duran a Madrid
1999: 1r Premi a la II Mostra de Pintura de Petit Format. Galeria E.A. Santa Ponça de Mallorca
2000: Accèssit de pintura a l'XI Premi Sant Jordi de Manresa